# Soma Cruz

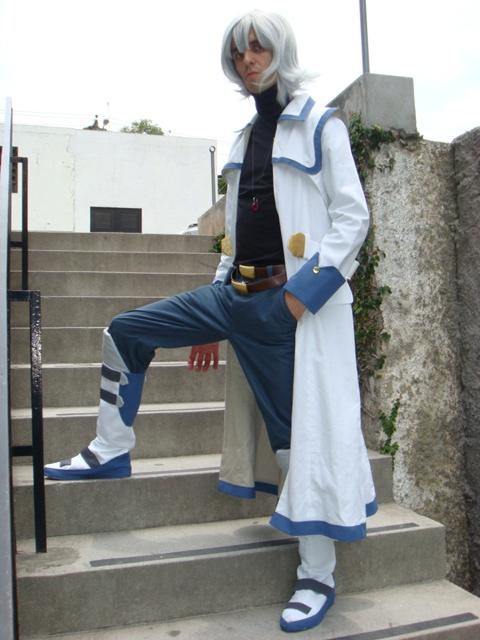
En cosplayklädd person som Soma Cruz.

Soma Cruz är huvudpersonen i spelet Castlevania: Aria of Sorrow (Game Boy Advance) och uppföljaren Castlevania: Dawn of Sorrow (Nintendo DS). Han använder "souls" (själar) av fiender han har dödat som magier. Soma är en student i Japan som under en solförmörkelse teleporteras till Draculas slott och upptäcker att det är han själv som är Dracula.